# سیارک ۷۱۸۹
سیارک ۷۱۸۹ (به انگلیسی: 7189 Kuniko، نامگذاری:1992SX12) هفت هزار و صد و هشتاد و نهمین سیارک کشف شده‌است که در ۲۸ سپتامبر ۱۹۹۲ کشف شد.
قدر مطلق سیارک برابر ۱۳٫۸۰ است.